# Baojun RC-5

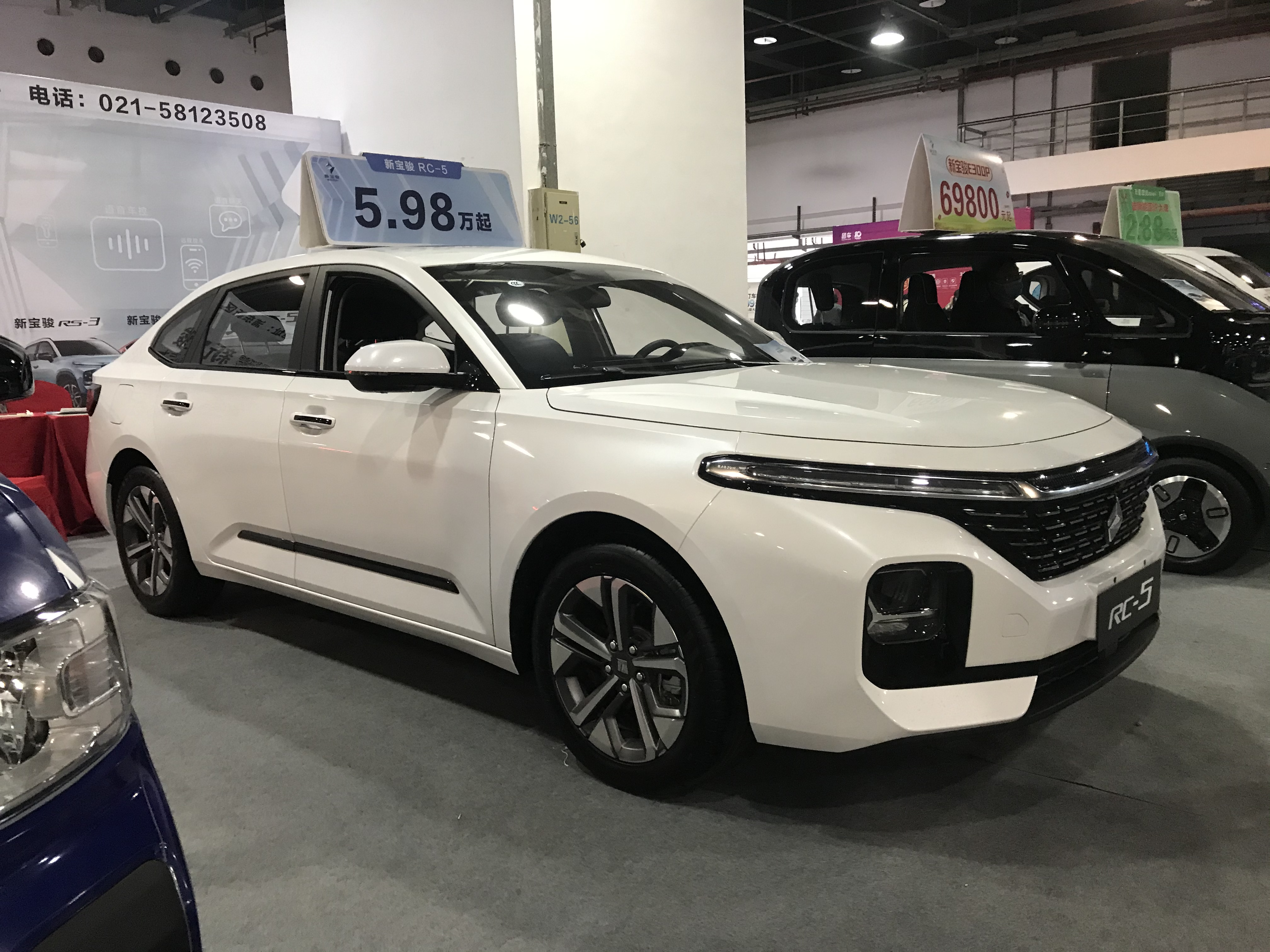
Вид спереди
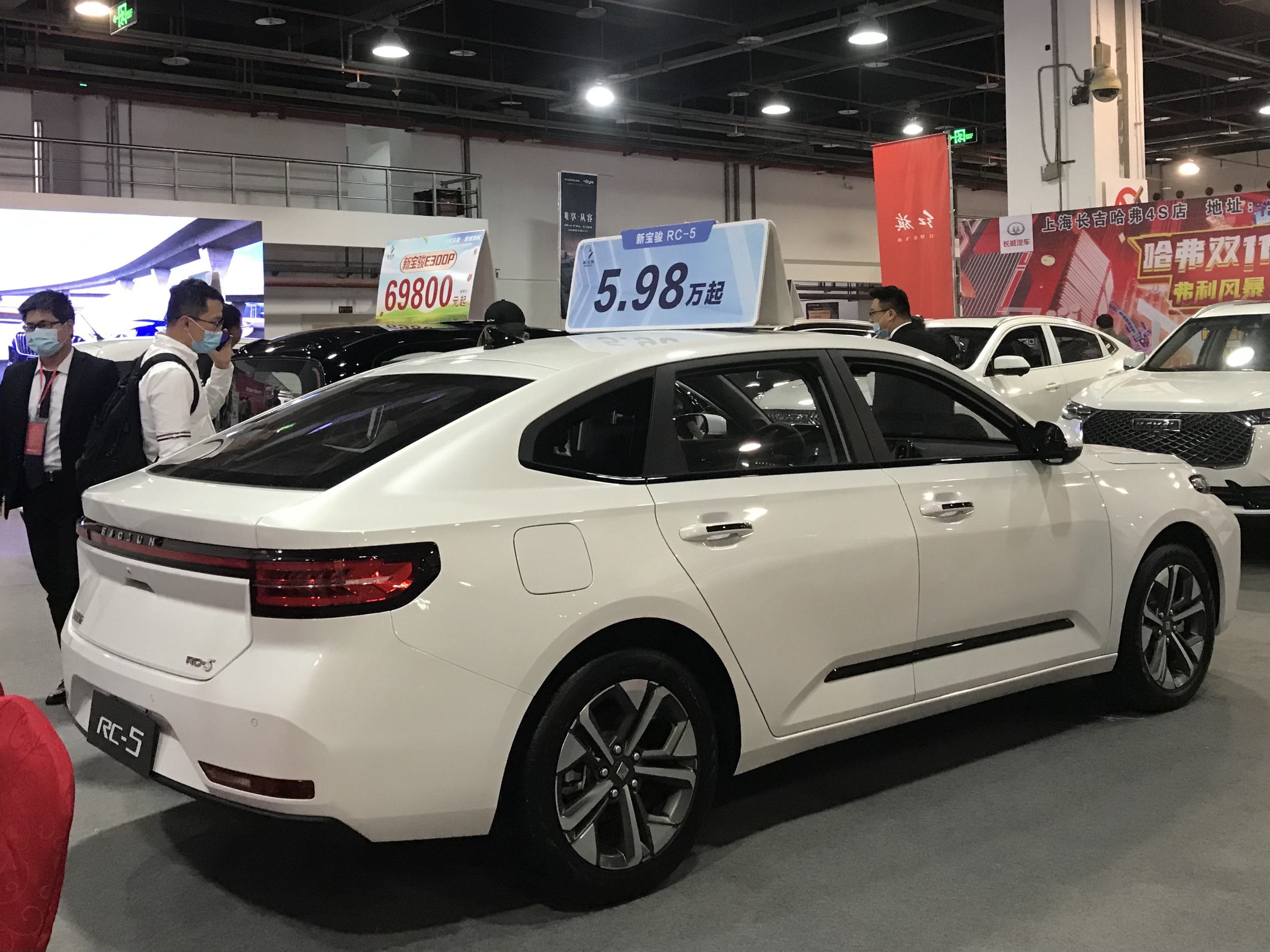
Вид сзади

Baojun RC-5 — компактный автомобиль подразделения Baojun совместного предприятия SAIC-GM-Wuling. Пришёл на смену Baojun 630.

## Описание
Baojun RC-5 был запущен в производство в августе 2020 года. Цены лифтбека составляют от 59800 юаней, а универсала RC-5W — от 72800 юаней.
Объём грузового отсека универсала RC-5W составляет более 470 л. Также автомобиль оснащён багажником на крыше, откидывающимися сиденьями второго ряда с подголовниками, напоминающими самолётные, и дополнительным пространством для головы.
С июня 2021 года универсал называется Baojun Valli в честь супруги индуистского бога Муругана.

### Технические характеристики
Baojun RC-5 оснащается 1,5-литровыми турбодвигателями мощностью 73—108 кВт (98—145 л. с.), каждый из которых сочетается в паре с шестиступенчатой механической или бесступенчатой трансмиссией, имитирующей 8 передач. Также имеются функции, используемые в автомобилях премиум-класса, включая динамические указатели поворота, информационно-развлекательную систему нового поколения Baojun с голосовым управлением, беспроводную зарядку мобильных телефонов, сиденья с электроприводом и памятью, а также интеллектуальную систему очистки воздуха. В целях обеспечения безопасности RC-5 и RC-5W оснащены 17 функциями усовершенствованной системы помощи водителю (ADAS). Эти функции становятся возможными благодаря сочетанию камеры высокого разрешения и радаров с запасом хода от 120 до 160 мм.

### Baojun RC-5
- Вид спереди
- Вид сзади

### Baojun RC-5W

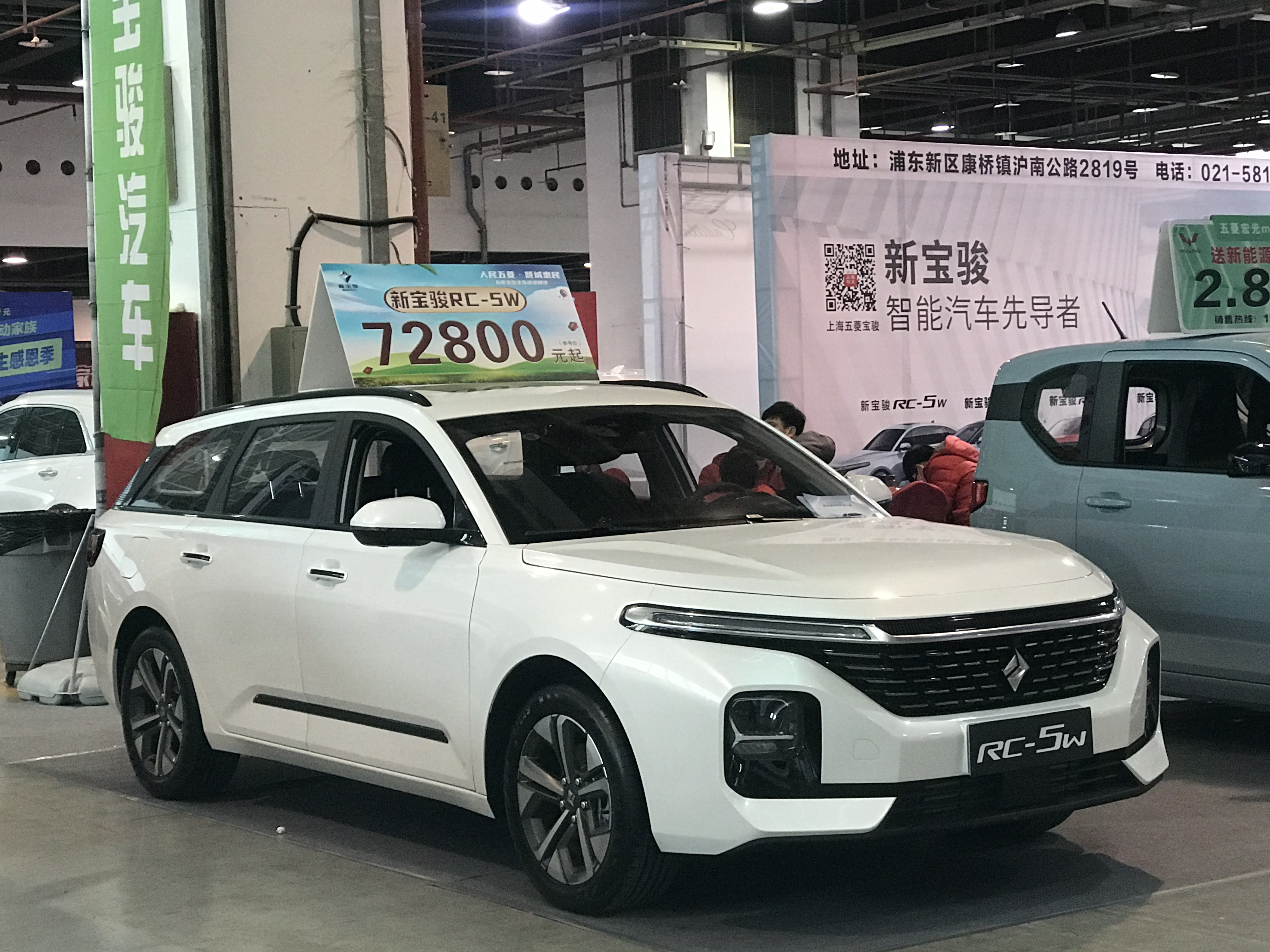
Вид спереди
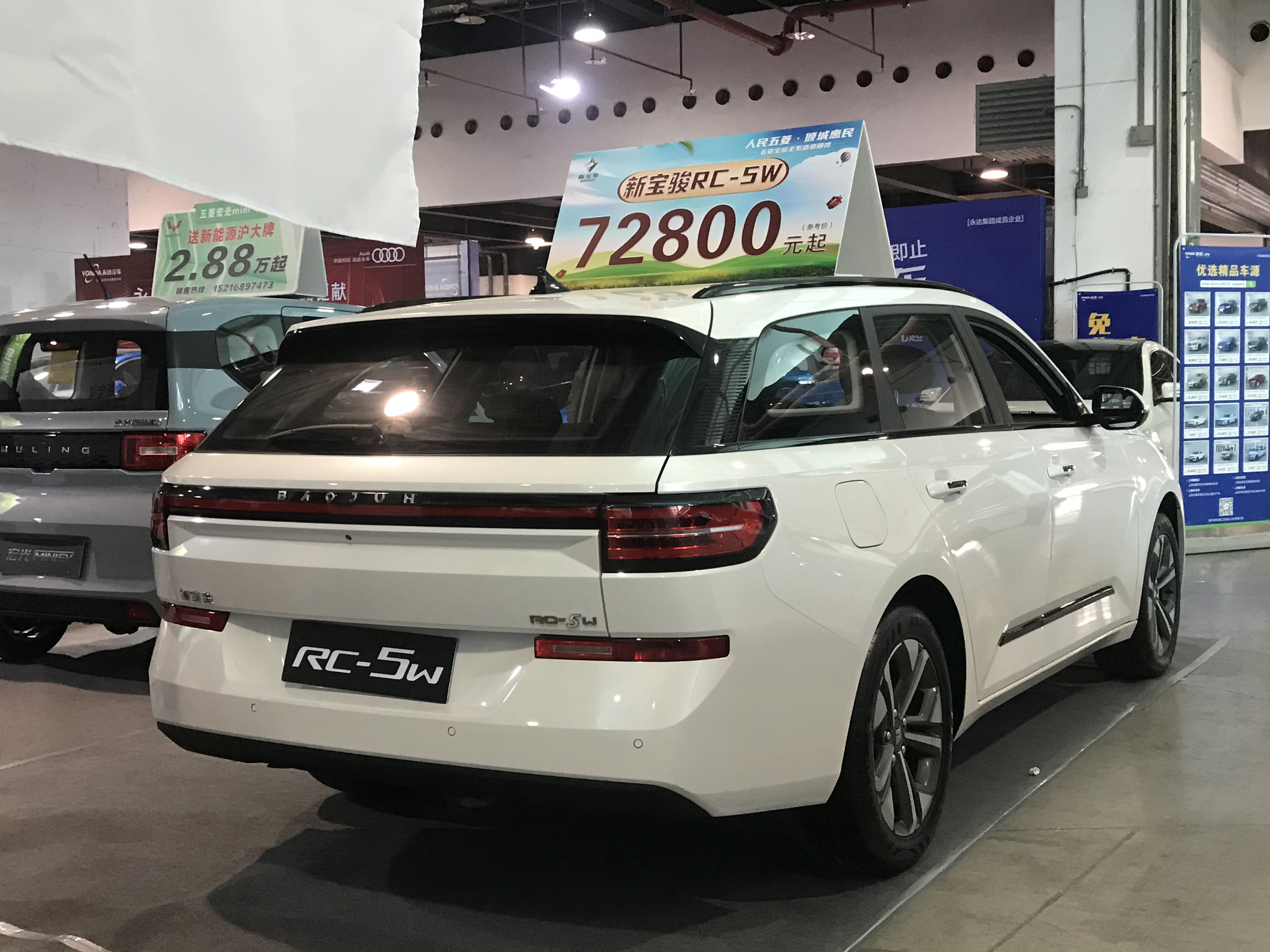
Вид сзади

### Baojun Valli

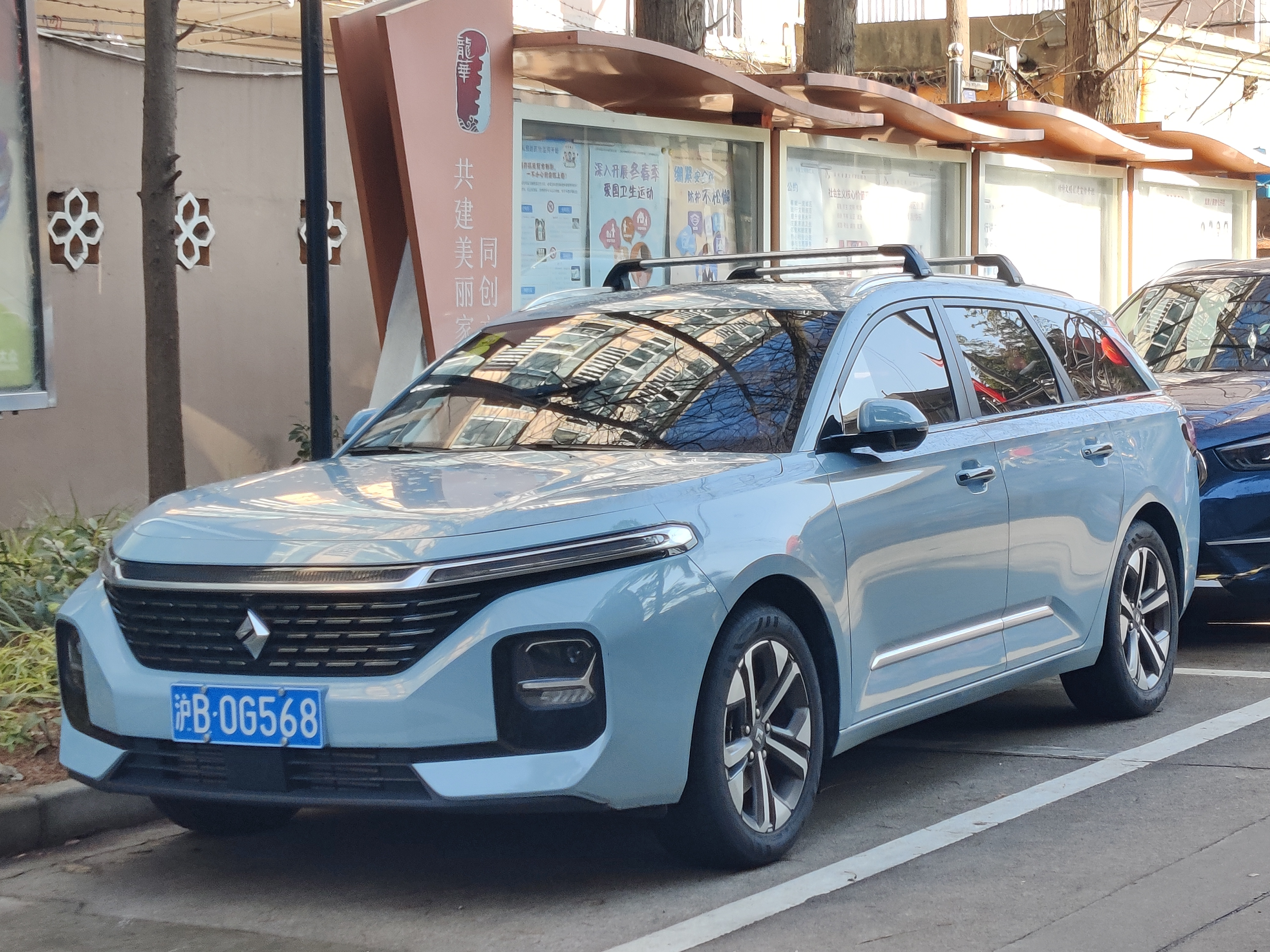
Вид спереди
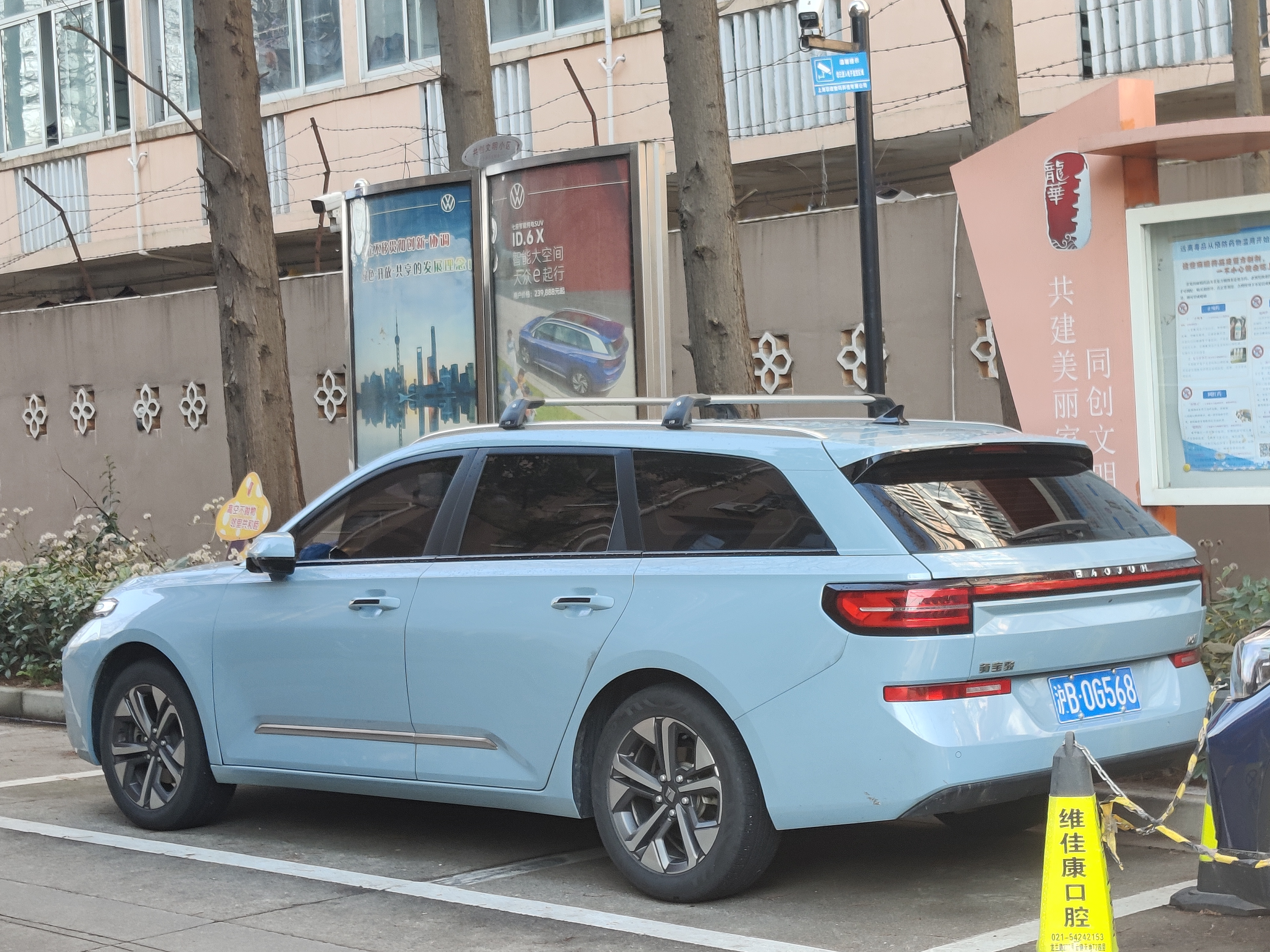
Вид сзади